# Sriwijaya
650–1377
Entités précédentes :
- Tarumanagara
- Sailendra

Entités suivantes :
- Majapahit
- Sultanat de Malacca

Sriwijaya (Śrīvijaya, encore écrit Shrîvijaya, Srivijaya ou Sri Vijaya, prononcer Srividjaya, « éclatante victoire » ou « brillante réussite »), est le nom d'une cité-État du sud de Sumatra en Indonésie, qui se trouvait sur l'emplacement de l'actuelle Palembang : c'était une thalassocratie commerciale (et non un « empire » au sens territorial). On la connaît par trois sources : des inscriptions en vieux-malais trouvées en Indonésie dans le sud de l'île de Sumatra et l'île voisine de Bangka (dans l'actuelle province des îles Bangka Belitung), des annales chinoises et des écrits de voyageurs arabes.

## Inscriptions

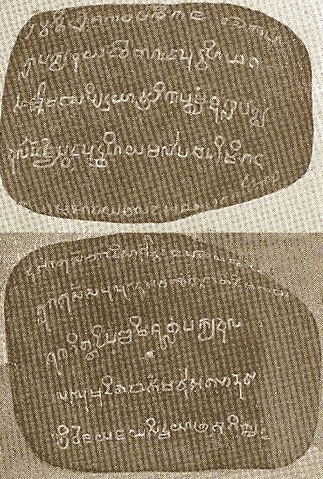
L'inscription de Kedukan Bukit
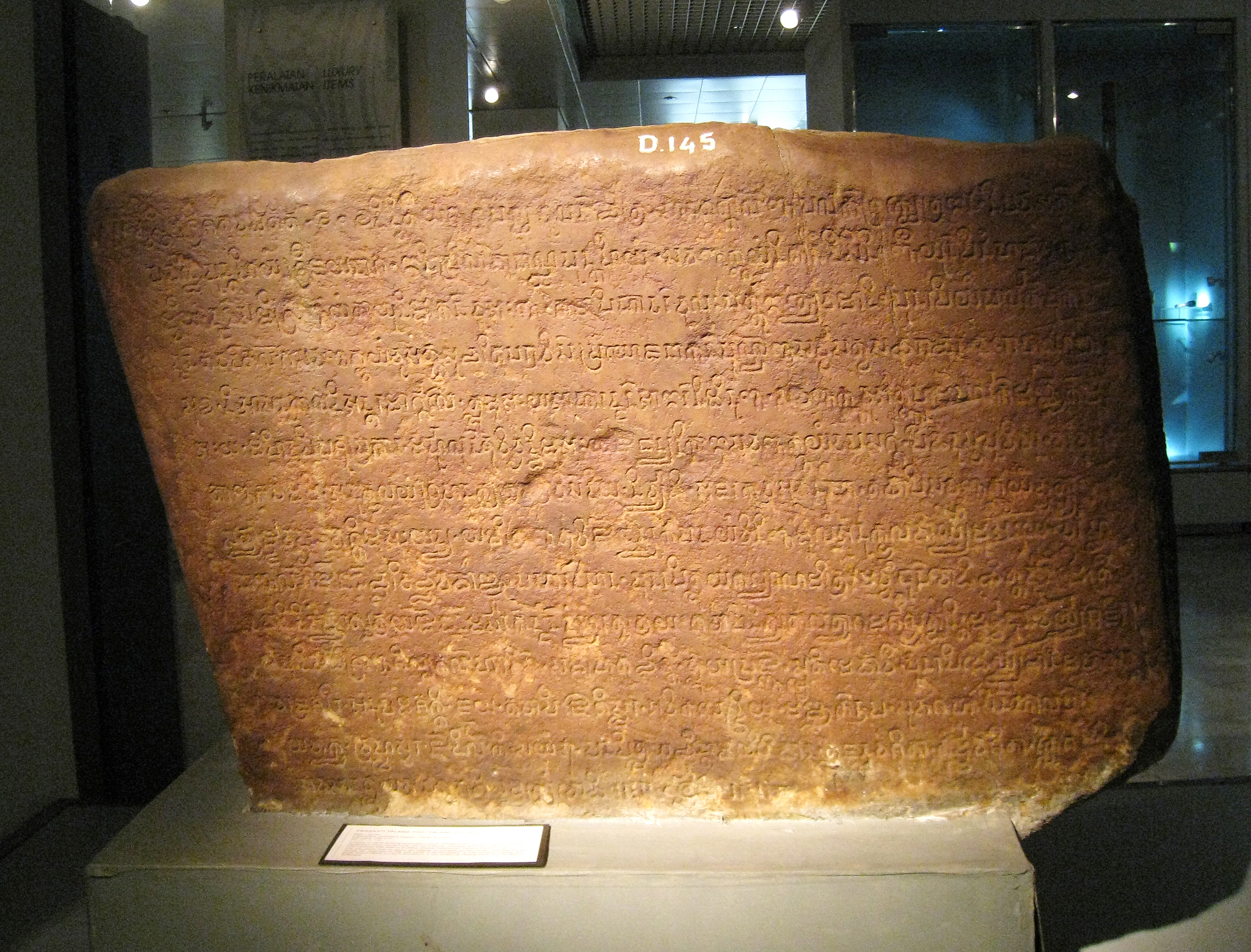
L'inscription de Talang Tuo

Deux inscriptions ont été trouvées à Palembang, l'actuelle capitale de la province de Sumatra du Sud. Celle dite de Kedukan Bukit, datée de 683, proclame que le Dapunta Hyang (souverain), à la tête de 20 000 soldats, a embarqué à bord de 1 300 vaisseaux à Minanga Tamwab (Minangkabau selon certains, plus vraisemblablement Muara Kampar, c'est-à-dire l'estuaire du fleuve Kampar dans la province de Riau). Celle dite de Talang Tuo, datée de 684, mentionne le nom de Dapunta Hyang Sri Jayanasa.

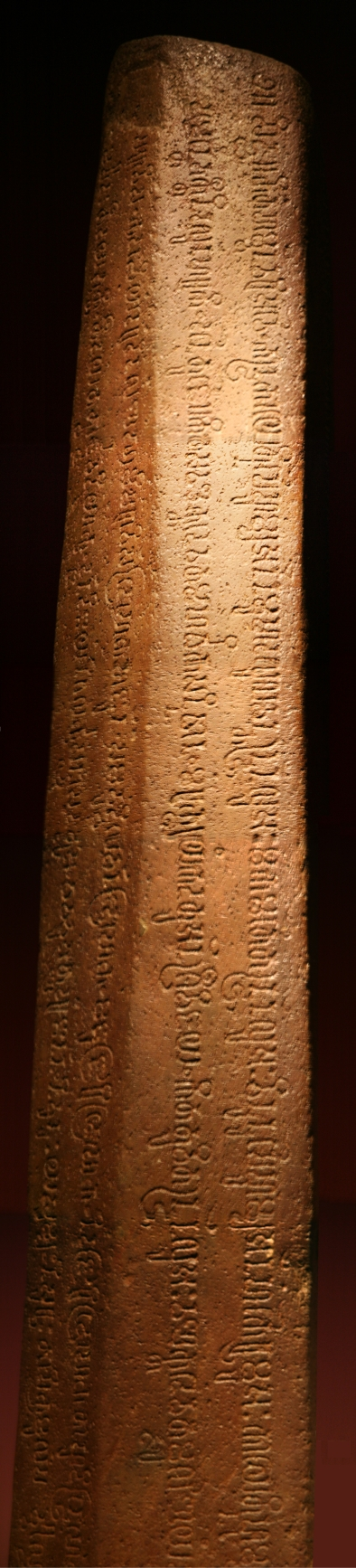
L'inscription de Kota Kapur

L'inscription dite de Kota Kapur, datée de 686 et trouvée sur l'île de Bangka à côté de Sumatra, est une imprécation au nom de la kadatuan (« principauté », du malais datu, « chef ») de Sriwijaya contre ceux qui violent sa loi.
Des textes arabes et chinois confirment que Sriwijaya est un État puissant qui contrôle le détroit de Malacca, à l'époque déjà une importante voie maritime internationale.
Une inscription trouvée dans la ville de Chaiya dans le sud de la Thaïlande, datée de 697 de l'ère Saka (775), proclame qu'un roi de Sriwijaya a érigé un stupa à cet endroit. Les souverains de Sriwijaya faisaient des donations à des communautés religieuses, notamment en fondant des monastères et des temples.
Des inscriptions en vieux-malais ont également été trouvées dans le centre de l'île de Java, dont les dates vont de 792 au IXe siècle, alors que les inscriptions javanaises de cette époque sont normalement rédigées en vieux-javanais. Des liens existaient donc entre Sriwijaya et Java, notamment la dynastie des Sailendra qui a construit Borobudur.

## Histoire
L'essor de Sriwijaya commence vraisemblablement au VIIe siècle. On pense que sa puissance reposait sur une alliance avec des populations dont on appelle les descendants actuels Orang Laut, c'est-à-dire « gens de la mer ». Ces nomades, qui vivent encore sur des bateaux, étaient autrefois pirates.
En 1025, Sriwijaya est attaqué et pillé par une flotte envoyée par le roi Rajendra Choladeva de la dynastie Chola de Tanjavûr dans le sud de l'Inde. Cette attaque va affaiblir Sriwijaya. Le centre du pouvoir passe alors à Jambi. Il semble qu'en 1275 le roi Kertanegara de Singasari dans l'est de Java attaque le royaume hindouiste de Malayu, c'est-à-dire Jambi.
Au XIVe siècle, Sriwijaya est passé sous l'influence du royaume javanais de Majapahit, successeur de Singasari. Le Nagarakertagama, poème épique écrit en 1365 sous le règne du roi Hayam Wuruk, mentionne, dans la liste des « contrées tributaires » du royaume, le nom de Palembang, ce qui laisse penser que le nom de Sriwijaya n'est plus utilisé à l'époque. Majapahit envoie une expédition punitive contre Palembang en 1377. À l'époque où le grand amiral chinois Zheng He mène la première de ses expéditions vers l'Inde, le Proche-Orient et l'Afrique de l'Est entre 1405 et 1433, un pirate chinois du nom de Chen Zuyi a pris le contrôle de Palembang. Zheng He défait la flotte de Chen et capture les survivants.
Le détroit est redevenu une route maritime sûre. Selon la tradition, un prince de Sriwijaya, Parameswara, refusant la suzeraineté de Majapahit, se réfugie sur l'île de Temasek (l'actuelle Singapour), mais s'établit finalement sur la côte ouest de la péninsule Malaise vers 1400 et fonde Malacca, qui deviendra le plus grand port d'Asie du Sud-Est, à la fois successeur de Sriwijaya et précurseur de Singapour.

## Économie
Des fouilles archéologiques entreprises au milieu des années 1980 ont montré que le site de Sriwijaya était à Palembang, qui à l'époque était beaucoup moins éloignée de la mer. De cette position stratégique, les flottes de Sriwijaya pouvaient contrôler le trafic maritime dans le détroit de Malacca.
À Sriwijaya venaient des marchands de Chine méridionale, de l'Inde du sud et peut-être d'Arabie. Sriwijaya contrôlait le commerce maritime entre l'Inde et la Chine. Le royaume profitait de l'emprise des Mongols sur la route de la soie terrestre, à laquelle les marchands préféraient la route maritime, qui passait par le détroit de Malacca. Écrivant à l'empereur Song de Chine en 1017, le souverain se décrit comme « le roi des terres océanes ».
Toutefois, Sriwijaya n'aurait pas pu maintenir aussi longtemps son emprise sur le commerce régional, si elle n'avait rien eu à offrir elle-même au marché. La cité-état avait deux produits à vendre, qu'elle collectait auprès des populations de l'intérieur qui les produisaient : l'or et le benjoin.

## Religion

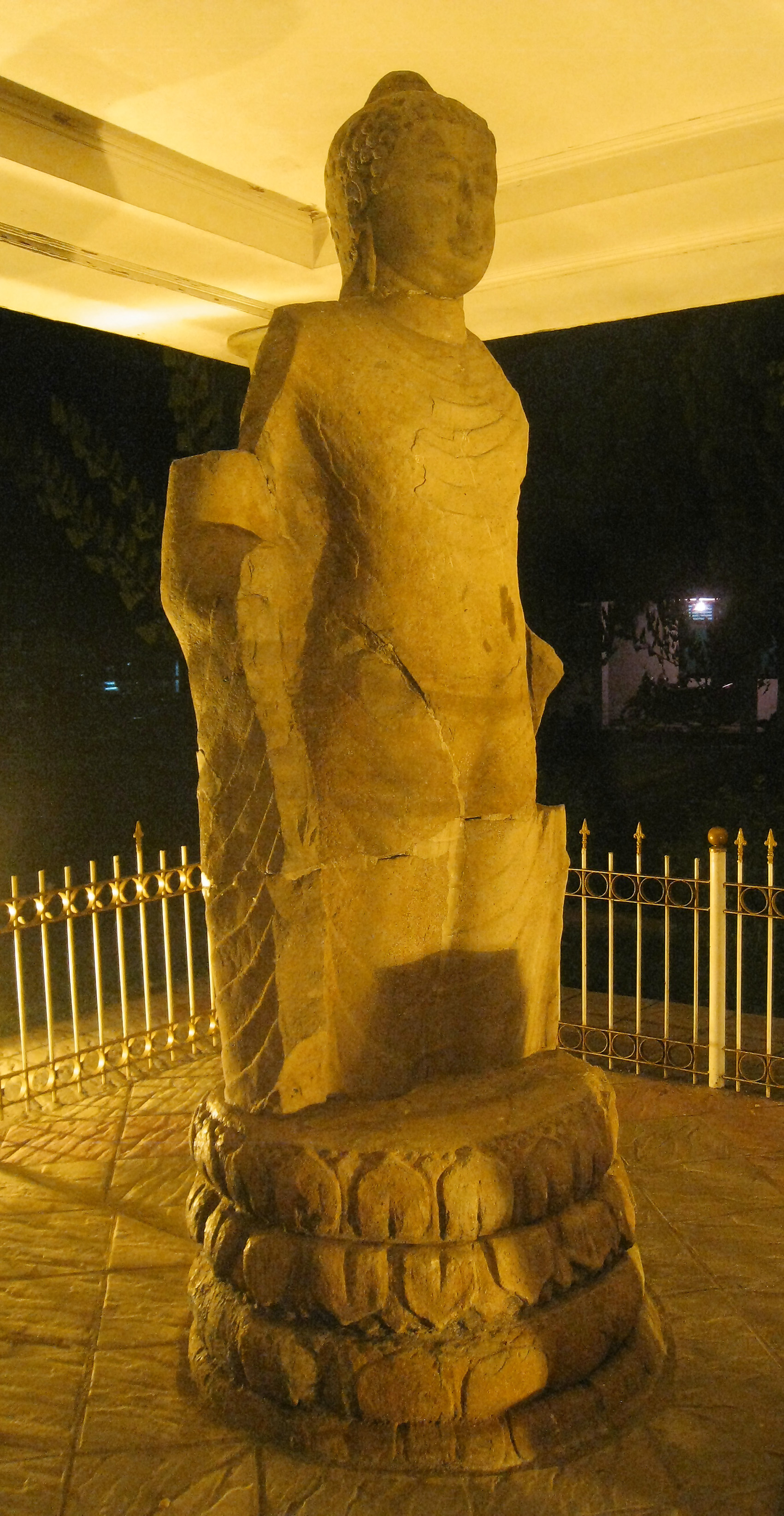
Buddha de style Amaravati, daté du VIIe ou VIIIe siècle et trouvé sur la colline de Seguntang dans les années 1920. Il est maintenant exposé au musée Sultan Mahmud Badaruddin II de Palembang

Contrairement à Java, on n'a pas encore trouvé de monuments importants construits par Sriwijaya. On sait néanmoins que ses souverains observaient le culte du bouddhisme mahâyâna (Grand Véhicule).
Sriwijaya était un grand centre d'études bouddhiques. S'arrêtant à Sriwijaya en 673, alors qu'il se rendait à l'université bouddhique de Nâlandâ en Inde du Nord, le voyageur et moine bouddhiste chinois Yi Jing y constate la présence de milliers de coreligionnaires venus y étudier le sanskrit et les textes sacrés du bouddhisme. Le maître de religion bouddhiste Atisha (982-1054) vient à Sriwijaya en 1011, accompagné de plus de 100 disciples. Il y devient le disciple du maître Dharmarakshita, également connu sous son nom tibétain de Serlingpa (Gser-gling-pa), auprès de qui il restera 12 ans.